# Championnat du Koweït de football 2011-2012
Navigation
Saison précédente Saison suivante
La saison 2011-2012 du Championnat du Koweït de football est la cinquantième édition du championnat de première division au Koweït. La Premier League regroupe les huit meilleurs clubs du pays, regroupés au sein d'une poule unique où ils s'affrontent trois fois au cours de la saison, à domicile et à l'extérieur. À l'issue du championnat, le dernier du classement est relégué et remplacé par le meilleur club de First Division, la deuxième division koweïtienne tandis que l'avant-dernier dispute un barrage de promotion-relégation face au 2e de D2.
C'est le triple tenant du titre, Qadsia Sporting Club, qui remporte à nouveau la compétition après avoir terminé en tête du classement final, avec onze points d'avance sur Al Kuwait Kaifan et dix-huit sur Al Arabi Koweït. C'est le quinzième titre de champion du Koweït de l'histoire du club.
Les trois premiers à l'issue de la saison se qualifient pour la Coupe de l'AFC tandis que les clubs terminant de la 4e à la 6e place disputent la Coupe des clubs champions du golfe Persique.

## Les clubs participants
| - Al Arabi Koweït - Al-Salmiya SC - Kazma Sporting Club - Al Shabab Koweït - Promu de First Division | - Al Nasr Koweït - Al Kuwait Kaifan - Qadsia Sporting Club - Al Jahra |

## Compétition

### Classement
Le barème utilisé pour établir le classement est le suivant :
- Victoire : 3 points
- Match nul : 1 point
- Défaite : 0 point

| Rang | Équipe                    | Pts | J  | G  | N  | P  | Bp | Bc | Diff |
| ---- | ------------------------- | --- | -- | -- | -- | -- | -- | -- | ---- |
| 1    | Qadsia Sporting Club T'C' | 51  | 21 | 16 | 3  | 2  | 39 | 10 | +29  |
| 2    | Al Kuwait Kaifan          | 40  | 21 | 11 | 7  | 3  | 29 | 19 | +10  |
| 3    | Al Arabi Koweït           | 33  | 21 | 9  | 6  | 6  | 27 | 20 | +7   |
| 4    | Al-Salmiya SC             | 25  | 21 | 7  | 4  | 10 | 26 | 33 | -7   |
| 5    | Al Jahra                  | 24  | 21 | 4  | 12 | 5  | 25 | 30 | -5   |
| 6    | Kazma SC                  | 22  | 21 | 5  | 7  | 9  | 31 | 37 | -6   |
| 7    | Al Nasr Koweït            | 17  | 21 | 4  | 5  | 12 | 22 | 35 | -13  |
| 8    | Al Shabab Koweït P        | 14  | 21 | 2  | 8  | 11 | 20 | 35 | -15  |

|  | Qualification pour la Coupe de l'AFC 2013                                           |
|  | Qualification pour la Coupe du golfe des clubs champions 2012-2013                  |
|  | Qualification pour la Coupe de l'UAFA 2012-2013                                     |
|  | Participation au barrage de promotion-relégation                                    |
|  | Relégation directe en deuxième division                                             |
|  | T : Tenant du titre C : Vainqueur de la Coupe du Koweït P : Promu de First Division |

### Matchs

#### Barrage de promotion-relégation
Le 7e de première division affronte le vice-champion de D2 lors d'un barrage disputé en matchs aller-retour.
| Équipe 1        | Résultat | Équipe 2       | Alleer | Retour |
| --------------- | -------- | -------------- | ------ | ------ |
| Al Yarmouk (D2) | 1 - 6    | Al Nasr Koweït | 1 - 1  | 0 - 5  |

## Bilan de la saison
| Championnat du Koweït de football 2011-2012      |                                  |
| Champion                                         | Qadsia Sporting Club (15e titre) |
| Coupes et trophées                               |                                  |
| Vainqueur de la Coupe du Koweït 2011-2012        | Qadsia Sporting Club             |
| Qualifications continentales                     |                                  |
| Coupe de l'AFC 2013                              | Qadsia Sporting Club             |
| Coupe de l'AFC 2013                              | Al Kuwait Kaifan                 |
| Coupe des clubs champions du golfe Persique 2013 | Al Arabi Koweït                  |
| Coupe des clubs champions du golfe Persique 2013 | Al-Salmiya SC                    |
| Coupe des clubs champions du golfe Persique 2013 | Al Jahra                         |
| Promotions et relégations                        |                                  |
| Promus en Premier League                         | Al Salibikhaet SC                |
| Relégués en First Division                       | Al Shabab Koweït                 |